# Bunopus tuberculatus
Bunopus tuberculatus е вид влечуго от семейство Геконови (Gekkonidae). Видът не е застрашен от изчезване.

## Разпространение и местообитание
Разпространен е в Афганистан, Йемен, Израел, Йордания, Ирак, Иран, Кувейт, Обединени арабски емирства, Оман, Пакистан, Саудитска Арабия, Сирия и Туркменистан.
Обитава песъчливи и пустинни области.

## Описание
Популацията на вида е стабилна.